# العملات التذكارية للذكرى الـ 150 لتأسيس مؤسسة سميثسونيان
العملات التذكارية بمناسبة الذكرى السنوية الـ 150 لتأسيس مؤسسة سميثسونيان هي سلسلة من العملات التذكارية التي أصدرتها دار سك العملة الأمريكية في عام 1996.

## التشريع
صرَّح قانون العملات التذكارية لمؤسسة سميثسونيان بمناسبة مرور مائة وخمسين عامًا على إنشائها لعام 1995 قانون عام. 104–96 (text) (PDF) بإنتاج دولار فضي ونصف عُقاب ذهبي. وقد وافق الكونجرس على إصدار هذه العملات المعدنية احتفالاً بالذكرى المائة والخمسين لتأسيس مؤسسة سميثسونيان في عام 1846. سمح القانون بسكّ العملات المعدنية في كل من الإنهاءات التجريبية وغير المتداولة. تم إصدار العملات المعدنية في 5 أغسطس 1996.

## التصاميم

### دولار

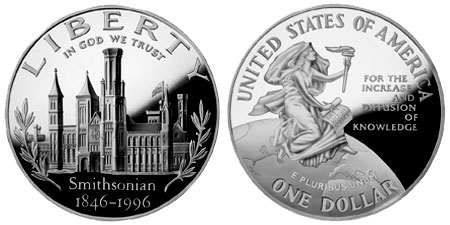
دولار فضي بمناسبة الذكرى الـ 150 لمؤسسة سميثسونيان

يتميز الوجه الأمامي للعملة المعدنية التذكارية التي تحمل شكل نصف نسر بمناسبة الذكرى السنوية الـ 150 لتأسيس مؤسسة سميثسونيان، والتي صممها ألفريد ماليتسكي، بتمثال نصفي كلاسيكي لجيمس سميثسون مع التاريخ المزدوج "1846-1996". يتميز ظهر العملة المعدنية، الذي صممه تي جيمس فيريل، بتصميم شعار أشعة الشمس الخاص بمؤسسة سميثسونيان وكلمة "سميثسونيان".

### نصف عُقاب

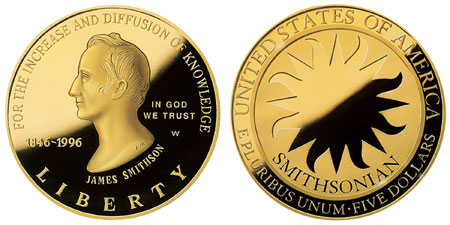
نصف عُقاب ذهبي بمناسبة الذكرى السنوية الـ 150 لمؤسسة سميثسونيان

يتضمن وجه الدولار التذكاري بمناسبة الذكرى السنوية الـ 150 لتأسيس مؤسسة سميثسونيان، والذي صممه توماس د. روجرز، صورة للمبنى الأول لمؤسسة سميثسونيان (المعروف باسم "القلعة") وأوراق الغار والتاريخ المزدوج "1846-1996". يتضمن ظهر العملة، الذي صممه جون ميركانتي، تصميمًا لشخصية رمزية تحمل شعلة المعرفة وتجلس على قمة العالم. يحمل هذا الشكل مخطوطة مكتوب عليها "الفن والتاريخ والعلم" و"من أجل زيادة المعرفة ونشرها".

## الخصائص
دولار
- لون صندوق العرض: أزرق غامق
- الحافة: مضلعة
- الوزن: 26.730 جرام؛ 0.8594 أونصة طروادة
- القطر: 38.10 ملم؛ 1.50 بوصة
- التركيب: 90% فضة، 10% نحاس

نصف النسر
- لون صندوق العرض: أزرق غامق
- الحافة: مضلعة
- الوزن: 8.359 جرام؛ 0.2687 أونصة طروادة
- القطر: 21.59 ملم؛ 0.850 بوصة
- التركيب: 90% ذهب، 3.6% فضة، 6.4% نحاس